# Косово на пісенному конкурсі Євробачення
Косово пов'язане з Пісенним конкурсом Євробачення через участь у ньому Югославії. З 1963 року RTV Prishtina щорічно брала участь у югославському відборі на Євробачення — Jugovizija, проте косовський учасник ніколи не перемагав у ньому.
Косовський мовник RTK транслює Євробачення з моменту запровадження Організацією Об'єднаних Націй управління регіоном. 2008 року Косово проголосило незалежність від Сербії і з того часу прагне взяти участь у Євробаченні.

## Історія
Косовський мовник RTK транслює Євробачення ще з часів, коли регіоном керувала адміністрація ООН. 2008 року Косово проголосило незалежність від Сербії й відтоді прагне взяти участь у Пісенному конкурсі Євробачення.
З 2013 року RTK має статус спостерігача в Європейській мовній спілці (ЄМС). Щоб Косово змогло взяти участь у Євробаченні, RTK має отримати запрошення від Референтної групи конкурсу. Таке запрошення було надане лише один раз — австралійському мовнику SBS для участі у 2015 році, і з того часу Австралія залишається учасницею конкурсу.
2023 роre RTK започаткував фестиваль Festivali i Këngës në RTK, який у майбутньому планують використовувати як національний відбір Косова на Євробачення. Мовник також продовжує докладати зусиль для отримання членства в ЄМС.
У червні 2024 року косовський мовник RTK надіслав листа до Європейської мовної спілки з проханням запросити Косово до участі у Євробаченні 2025. Лист був відправлений виконавчому супервайзеру Євробачення Мартіну Естердалю і генеральному директору ЄМС Ноелю Каррану від імені мовника країни генеральним директором RTK Шкумбіном Ахметджекаєм, проте дебюту так і не відбулося.